# New York Minute
New York Minute (bra: No Pique de Nova York; prt: Um Dia Louco em Nova Iorque) é um filme de comédia juvenil, protagonizado pelas irmãs Mary-Kate e Ashley Olsen. No filme Mary-Kate e Ashley interpretam gêmeas com personalidades opostas que têm uma série de aventuras pela cidade de Nova York. New York Minute reuniu Mary-Kate e Ashley com Bob Saget, seu colega de Full House. Foi dirigido por Dennie Gordon e lançado nos cinemas em 7 de maio de 2004.
É o primeiro filme das gêmeas feito para os cinemas, desde As Namoradas do Papai de 1995. É o último filme que elas fizeram juntas, e também o último filme produzido pela empresa das irmãs, a Dualstar Entertainment.  

## Sinopse
As irmãs gêmeas de dezessete anos, Jane, uma pessoa superdotada e tensa, e Roxy Ryan, uma rebelde aspirante a estrela do rock, são polos opostos e nunca se entendem após a morte da mãe. Elas moram com o pai viúvo em Syosset , uma cidade suburbana de Long Island. As duas viajam para Nova York para que Jane possa fazer um discurso para uma prestigiosa bolsa de estudos e Roxy possa entregar a fita demo de sua banda para o Simple Plan , que está na cidade para gravar um videoclipe.
Jane e Roxy embarcam no trem para Nova York, mas são expulsas depois que Roxy é encontrada sem passagem. Jane flerta com Jim, e um chip é acidentalmente colocado na bolsa de Roxy. Bennie Bang, o homem por trás do dispositivo, oferece uma carona de limusine para Roxy, e ela aceita, arrastando Jane junto. Ele os tranca lá dentro, mas eles escapam pelo teto solar para o metrô. Enquanto isso, Max Lomax, um zeloso agente de segurança, está à caça de Roxy.
Jane percebe que esqueceu sua agenda na limusine, que contém dinheiro e os cartões de lembrete para seu discurso. Ela e Roxy invadem um quarto de hotel de luxo para se refrescar, onde recebem um telefonema de Bennie, que se oferece para trocar o chip pela agenda. Elas conhecem Trey, filho de um senador poderoso hospedado no hotel, e seu cachorro, Reinaldo, que engole o chip.
Roxy vai para a gravação do vídeo do Simple Plan, com Max em seu encalço, enquanto Jane encontra Bennie para a troca. Ao descobrir que o cachorro engoliu o chip, ele tenta atacar Jane e sequestra Trey, enquanto Jane escapa para encontrar Roxy. Jane, Roxy e Reinaldo acabam no esgoto subterrâneo, com o discurso de Jane previsto para começar em menos de duas horas.
As meninas vão até um salão de beleza no Harlem , onde passam por uma transformação, embora Max as persiga e elas escapem de táxi, discutindo depois. Jane sente que Roxy nunca esteve ao seu lado e nunca levou a vida a sério, deixando Jane no comando após a morte da mãe. Por outro lado, Roxy acredita que Jane não precisa assumir o controle de tudo e sente que está sendo deixada de lado.
Jane vai ao encontro de Bennie, que a leva até sua mãe, chefe de uma operação de pirataria de DVDs e CDs. Roxy encontra a limusine de Bennie, recupera a agenda de Jane e liberta Trey, que está trancado no porta-malas. Ambos correm para o prédio onde Jane fará seu discurso. Quando chegam, Roxy se passa por Jane para poder fazer o discurso, mas deixa cair os cartões de lembrete e precisa improvisar. Jane aparece e explica por que não estava lá. De repente, Max e Bennie chegam, as atividades ilegais de Bennie são expostas e ele é preso por Max.
Quando Jane sai com Roxy, um dos jurados a alcança depois de encontrar seus cartões de lembrete e lhe dá uma bolsa de estudos para a faculdade em Oxford , porque ela "não queria apenas vencer, ela se recusou terminantemente a falhar". Meses depois, Roxy está no estúdio gravando com a banda, observada por Jane, Trey, Jim e até Max (agora um policial oficial) enquanto comemoram todos juntos.

## Elenco
- Mary-Kate Olsen como Roxanne "Roxy" Ryan
- Ashley Olsen como Jane Ryan
- Eugene Levy como Maximillion "Max" Lomax
- Jared Padalecki como Trey Lipton
- Riley Smith como James "Jim"
- Andy Richter como Benjamin "Bennie" Bang
- Drew Pinsky como Dr. Ryan
- Darrell Hammond como Hudson McGill
- Andrea Martin como Senadora Anne Lipton
- Jack Osbourne como Justin
- Alannah Ong como Ma Bang
- Mary Bond Davis como Big Shirl
- Bob Saget como Participação
- Simple Plan como Participação
- Naked Cowboy como Participação
- Neil Crone como Policial Strauss
- Garen Boyajian como Manju
- Jonathan Wilson como Cobrador do Trem
- Frank Welker como Voz de efeito do Reinaldo

## Recepção da Crítica
New York Minute, assim como praticamente todos os filmes das gêmeas, teve uma recepção geralmente desfavorável por parte da crítica especializada. Com índice de 11%, o Rotten Tomatoes publicou um consenso: "Parece mais um produto calculado e projetado para expandir a marca das Olsen que um filme real. Além disso, ele contém estereótipos étnicos e insinuações sexuais".

## Bilheteria
Em sua semana de estreia, o filme ficou em 2º lugar, atrás da animação Nem que a Vaca Tussa da Disney, e conseguiu 5,96 milhões, mesmo assim entrou na lista das piores estreias de um filme exibido em mais de 3 mil cinemas nos EUA.
No total o filme faturou pouco mais de 21 milhões de dólares, sendo 14 milhões nos Estados Unidos, e 7 milhões internacionalmente.

## Trilha sonora
Uma trilha sonora intitulada "New York Minute (Soundtrack from the Motion Picture)" foi lançada em 4 de maio de 2004, pela gravadora Elektra Entertainment Group.
1. Tear Off Your Own Head - The Bangles
2. Curbside Prophet '04 - Jason Mraz
3. Vacation - Simple Plan
4. Hey Baby - No Doubt
5. Hey Driver - Lucky Boys Confusion
6. Suffragette City - Wakefield & Mary Kate Olsen
7. Wave Goodbye - Steadman
8. Shake Your Coconuts - Junior Senior
9. Rubberneckin' (Paul Oakenfold Remix - Radio Edit) - Elvis Presley
10. Please Don't Tease - The Donnas
11. One Way or Another - Blondie
12. Shake It - The Casanovas
13. Doing Time - MxPx
14. Bring on the Bling - Big Shirl

## Prêmios e indicações
| Ano  | Premiação         | Categoria           | Indicado                 | Resultado                   |
| ---- | ----------------- | ------------------- | ------------------------ | --------------------------- |
| 2004 | Teen Choice Award | Choice Movie Blush  | Mary-Kate & Ashley Olsen | Indicado[carece de fontes?] |
| 2004 | Teen Choice Award | Choice Movie Liar   | Eugene Levy              | Indicado[carece de fontes?] |
| 2005 | Framboesa de Ouro | Worst Actress       | Mary-Kate & Ashley Olsen | Indicado[carece de fontes?] |
| 2005 | Framboesa de Ouro | Worst Screen Couple | Mary-Kate & Ashley Olsen | Indicado[carece de fontes?] |